# Торгайський сільський округ
Торга́йський сільський округ (каз. Торғай ауылдық округі, рос. Торгайский сельский округ) — адміністративна одиниця у складі Джангельдинського району Костанайської області Казахстану. Адміністративний центр та єдиний населений пункт — село Торгай.
Населення — 4602 особи (2021; 5767 у 2009, 6462 у 1999, 7675 у 1989).
Станом на 1989 існувала Тургайська сільська рада (село Тургай).